# Merhawi Goitom
Merhawi Goitom (8 februari 1996) is een Eritrees wielrenner.

## Carrière
In 2015 werd Goitom met een nationale selectie tweede in de ploegentijdrit van La Tropicale Amissa Bongo.
In april 2016 behaalde Goitom zijn eerste UCI-overwinning door de derde etappe van de Ronde van Eritrea te winnen. De leiderstrui die hij hieraan overhield wist hij in de laatste twee etappes te behouden, waardoor hij ook het algemeen klassement op zijn naam schreef.

## Overwinningen
2016
3e etappe Ronde van Eritrea
Eind- en jongerenklassement Ronde van Eritrea